# Caulfield Glacier
Caulfield Glacier är en glaciär i Antarktis. Den ligger i Västantarktis. Argentina, Chile och Storbritannien gör anspråk på området. Caulfield Glacier ligger 1 156 meter över havet.
Terrängen runt Caulfield Glacier är varierad. Trakten är obefolkad. Det finns inga samhällen i närheten. 